# Pimpinella flaccida
Pimpinella flaccida är en flockblommig växtart som beskrevs av Charles Baron Clarke. Pimpinella flaccida ingår i släktet bockrötter, och familjen flockblommiga växter. Inga underarter finns listade i Catalogue of Life.